# アフリカヌス
アフリカヌス (Africanus) は、古代ローマ人の添え名（コグノーメン）の一つ。「アフリカを制した者」の意。この名を持つローマ人にはスキピオ家に属した大スキピオ（大アフリカヌス）と小スキピオ（小アフリカヌス）がいる。
ローマ人にとっての「アフリカ」とはアフリカ大陸全体ではなく、北アフリカの地中海沿岸のうちエジプトとその西隣キュレナイカを除いた範囲を指した。この「アフリカ」の中心勢力であったカルタゴを第二次ポエニ戦争のザマの戦いで破った大スキピオと、その息子の養子で第三次ポエニ戦争でカルタゴ市を包囲、破壊した小スキピオにこの名前は贈られている。

## その他の用例
「アフリカヌス」というラテン語は「アフリカの」といった程度の意味でも用いられる。
- 中世に現在の北アフリカからヨーロッパへ渡った人物に「アフリカヌス」を付して呼ばれる人物がいる。
  - コンスタンティヌス・アフリカヌス
  - レオ・アフリカヌス
- アフリカ大陸で発見された人類の祖先は学名をアウストラロピテクス・アフリカヌスと命名された。